# Messal·la
Messal·la o Messala —Messalla o Messala (llatí)— era un cognomen romà que van portar alguns membres de la gens Valèria.
El primer que va portar aquest nom va ser Mani Valeri Màxim Corví després d'aixecar el setge cartaginès de Messana a Sicília el 263 aC. Als Fasti apareixen per primer cop el 263 aC i per darrer el 506 dC, i durant aquest període van exercir 22 vegades el consolat i tres vegades la censura. El cognom vol dir "de Messana". Apareix amb els noms Barbatus, Niger, Rufus, Ennodius, Pacatus, Silius, Thrasia, Priscus, Vipstanus, Potitus i Volesus.
Els principals personatges amb el nom Messal·la foren:
- Mani Valeri Màxim Corví Messal·la, cònsol el 263 aC
- Marc Valeri Messal·la (cònsol 226 aC) cònsol el 226 aC
- Marc Valeri Messal·la (cònsol 188 aC), cònsol el 188 aC.
- Marc Valeri Messal·la (cònsol 161 aC) cònsol el 161 aC
- Valeri Messal·la, militar romà.
- Marc Valeri Messal·la Níger, cònsol el 61 aC
- Marc Valeri Messal·la (cònsol 53 aC), cònsol el 53 aC
- Marc Valeri Messal·la Corví, magistrat, escriptor i orador romà
- Potit Valeri Messal·la, cònsol sufecte el 29 aC
- Marc Valeri Messal·la Barbat Appià, cònsol el 12 aC.
- Luci Valeri Messal·la Volès, cònsol el 5 dC
- Marc Valeri Messal·la (cònsol any 20)
- Marc Valeri Messal·la (cònsol any 58), cònsol l'any 58.
- Luci Vipstà Messal·la, tribú legionari l'any 70.
- Sili Messalla, cònsol el 214